# Ніда Еліз Юстюндаг
Ніда Еліз Юстюндаг (тур. Nida Eliz Üstündağ, 21 жовтня 1996) — турецька плавчиня.
Учасниця Олімпійських Ігор 2016 року.